# Orocharis planus
Orocharis planus är en insektsart som först beskrevs av Walker, F. 1869.  Orocharis planus ingår i släktet Orocharis och familjen syrsor. Inga underarter finns listade i Catalogue of Life.